# Villa Air Bel
Die Villa Air Bel (alternative Schreibweise Villa Air-Bel) war ein Landhaus, das zu einem Anwesen im Viertel La Pomme gehörte, im Osten von Marseille. Von 1940 bis 1942 diente die Villa als inoffizielles Büro des Emergency Rescue Committee (ERC) sowie als Unterschlupf, Wohnung und Treffpunkt für Kunstschaffende und Intellektuelle auf der Flucht vor den Nazis.

## Geschichte

### Bau und Vorgeschichte
Die spätere Villa Air Bel wurde im 18. Jahrhundert als typisch provenzalisches Landhaus erbaut. Das Haus gehörte zu einem 85 Hektar großen Anwesen im Besitz der Familie de Castellane. Es befand sich auf dem Gelände des heutigen Viertels La Pomme im Osten Marseilles. 1904 kauften die Geschwister Augustine und Balthazar Thumin das Grundstück. Während sie selbst in einem zweistöckigen Wohnhaus auf dem Gelände residierten, vermieteten sie die dreistöckige Villa Air Bel als Ferien- und Wochenenddomizil. Die Villa verfügte über 18 Zimmer, eine 40 Quadratmeter große Bibliothek und einen weitläufigen Garten. Anfang der 1940er Jahre war sie mit der Trambahn von Marseille aus erreichbar.

### Rückzugsort für das ERC 1940 – 1942
Der Journalist Varian Fry mietete das Anwesen im Herbst 1940 als Rückzugsort und Zweitbüro für das ERC an. Das ERC war eine US-amerikanische humanitäre Organisation, die Intellektuelle und Künstler vor den Nazis in Sicherheit brachte und aus Europa evakuierte. Das Geld für die Anmietung der Villa stammte von der amerikanischen Erbin Mary Jayne Gold, die als Interviewerin und Kurierin zu Frys Team gehörte. In seinen Erinnerungen Surrender on Demand (1945) beschrieb Fry den verwilderten Garten der Villa, den Blick über das Tal aufs Mittelmeer und die imposante Terrasse, an deren Rand große Platanen standen. Die Villa war großbürgerlich eingerichtet, Fry berichtet von vergoldeten Spiegeln, „fürchterlichen“ goldgerahmten Landschaftsgemälden, Tapeten in Lederoptik und dem Esstisch aus massivem Kastanienholz.
Zur insgesamt 15-köpfigen Gruppe von ERC-Helferinnen und -Helfern, die von nun an in der Villa Air Bel wohnten, gehörten neben Mary Jayne Gold und Miriam Davenport der Exilrusse Victor Serge, seine Freundin Laurette Séjourné und ihr Sohn Vladi, der Surrealist André Breton mit seiner Frau Jacqueline Lamba und Tochter Aube, Theodora und Danny Bénédite mit Sohn Pierre, der elsässische Widerstandskämpfer Jean Gemähling, ein deutsch-jüdischer politischer Flüchtling namens Otto Albert Hirschmann, Justus Rosenberg sowie der Arzt Marcel Verzeanu.
Die Villa Air Bel hatte während der 1930er Jahre bereits längere Zeit leergestanden. Der Garten war verwildert und das Haus unrenoviert: im Bad stand eine Zinkwanne, die Fry an den Tod Jean Paul Marats erinnerte und es gab keine Zentralheizung. Für den Winter 1940/41 schaffte Fry kleine Eisenöfen für die Zimmer an, in denen Papier und Holz verfeuert wurden. Trotzdem schliefen die frierenden Bewohner in ihren Mänteln. Nahrungsmittel waren aufgrund der Rationierung knapp. Es konnte jedoch laut Frys Erinnerungen meist Wein beschafft werden und die Bewohner lenkten sich mit dem Singen von derben französischen Volksliedern ab. Zeitweise wurde heimlich eine Kuh im Garten gehalten, deren Milch man trank. Fry schaffte außerdem Kaninchen an, die sich im Garten vermehren und Fleisch liefern sollten. Laut Fry wurden sogar die Schnecken aus dem Garten und die Goldfische aus dem Teich gegessen. Um den Teich herum wurde ab dem Frühjahr Gemüse angebaut, Zigaretten wurden behelfsweise aus Kräutern gefertigt.
Victor Serge, der damals für Fry arbeitete, verlieh der Villa den Namen „Château Espère-Visa“ („Schloss Visa-Wart“), da viele der zeitweisen Bewohner auf ihre Ausreisepapiere warteten. Nur wenn sie nachweisen konnten, dass jedes Land, das sie passieren würden, die Durchreise erlaubte und sie ein Visum für das Zielland besaßen, konnten sie Frankreich verlassen. Allerdings wollten die meisten Länder damals keine aus Deutschland Geflüchteten aufnehmen. Der Prozess der Ausreise war langwierig, von Angst begleitet und oft auch nicht erfolgreich.

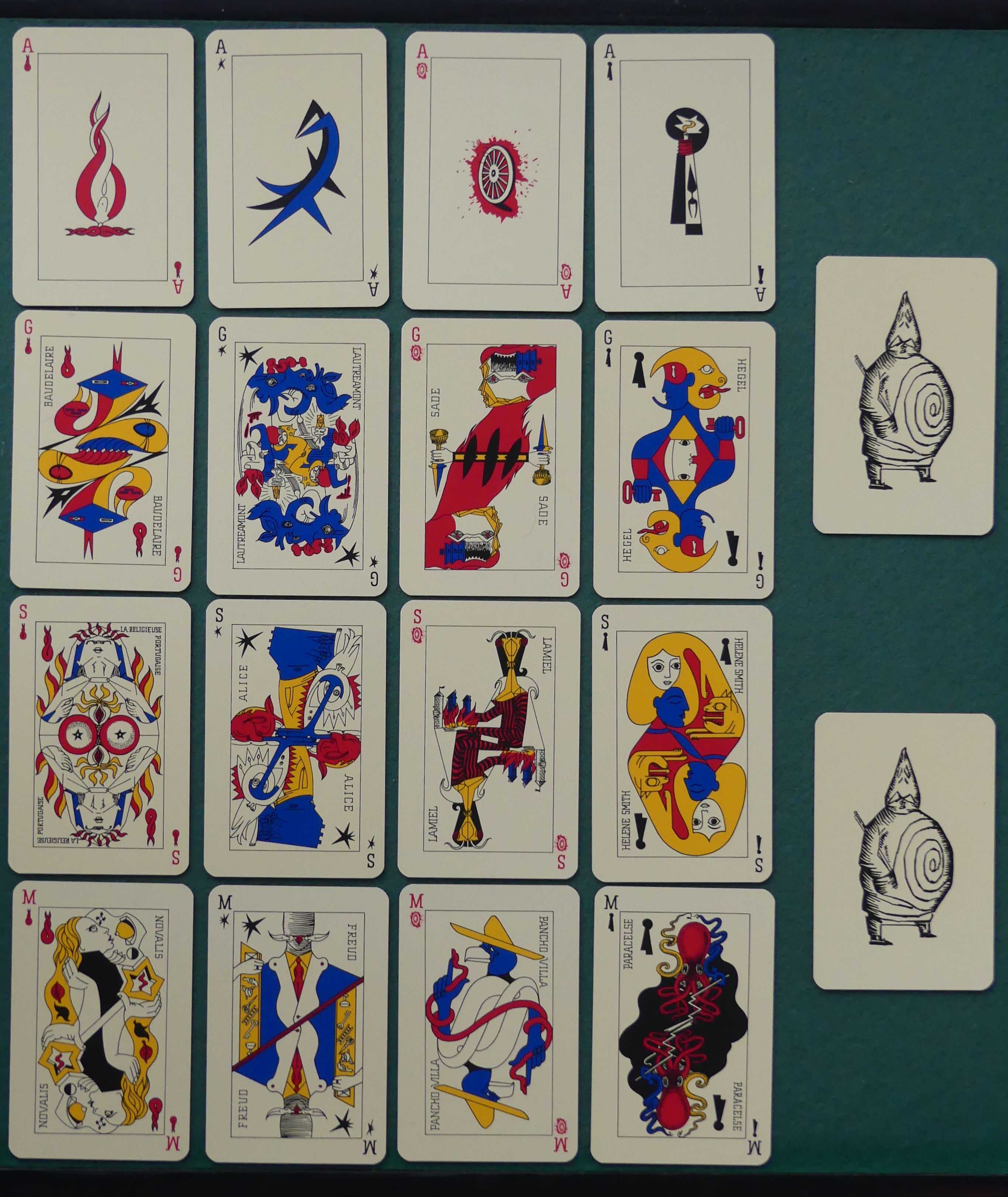
Einige Karten des von den Surrealisten in der Villa Air Bel geschaffenen Jeu de Marseille

André Breton und seine Frau Jaqueline Lamba veranstalteten an Sonntagen in der Villa Treffen für die surrealistischen Exilanten. Eingeladen waren z. B. Óscar Domínguez, Victor Brauner und Jacques Lipchitz. ERC-Angehörige wie Varian Fry und Mary Jayne Gold durften den Treffen als Beobachter beiwohnen. Die Gruppe unterhielt sich mit den Cadavres Exquis, einer Art gemeinschaftlicher Zeichnungen. Außerdem wurde in dieser Runde das Jeu de Marseille erfunden, ein Kartenspiel mit 54 Karten, das auf dem Tarot de Marseille beruht. In dem Spiel wurden die üblichen Farben umbenannt und die Bildkarten revolutionären oder intellektuellen Persönlichkeiten zugeordnet. Das Spiel wurde 1943 erstmals im VVV Magazine veröffentlicht und schließlich 1983 von Grimaud als Kartenset herausgebracht.
Varian Fry berichtet in Surrender on Demand außerdem, die sonntägliche Surrealistenrunde habe Collagen aus alten Zeitschriften und Papierfiguren gefertigt. Benjamin Péret rezitierte während eines der Treffen Gedichte, Victor Serge las abends aus seinem noch unveröffentlichten Roman Der Fall Tulajew vor.
Im Februar 1941 traf der kurz zuvor aus dem Internierungslager entlassene Max Ernst in der Villa Air Bel ein. Er stellte dort Bilder aus, die er u. a. in den Lagern Les Milles und Saint Nicolas geschaffen hatte, sowie Werke seiner ehemaligen Lebensgefährtin Leonora Carrington. Da der Platz im Haus nicht für alle Bilder reichte, wurden ein paar davon in die Platanen vor dem Haus gehängt. Im April kam die Mäzenin Peggy Guggenheim für ein paar Wochen zu Besuch in die Villa und erwarb einige von Ernsts Bildern.
Zu den Exilanten, die zwischen 1940 und 1941 in der Villa Air Bel ein und aus gingen, zählten außerdem Jacques Hérold und Wilfredo Lam, Jean Malaquais, Sylvain Itkine und Volin.
Auch nach Varian Frys Ausweisung aus Frankreich im Herbst 1941 wurde die Villa Air-Bel vom ERC noch weiter genutzt. Nach Polizei-Repressionen gab die Organisation das Haus jedoch 1942 auf. Die letzten surrealistischen Exilanten-Gäste der Villa waren die aus dem franquistischen Spanien geflüchteten Remedios Varo und Benjamin Péret sowie Victor Brauner.

### Ab 1969: Die Sozialbauten der Cité Air-Bel
Ab 1969 begannen auf dem Gelände der Villa Air Bel Bauarbeiten für einen Sozialwohnungskomplex namens Cité Air-Bel. Die Einrichtung des mittlerweile verfallenen Gebäudes war längst geplündert worden, es diente als Spielplatz. 1982 wurde auch die Ruine der Villa bis auf die Terrasse mit den Platanen und die Säulen am Eingang abgerissen. Auf dem Grundstück entstand stattdessen ein Altersheim. Im ehemaligen Wohnhaus der Familie Thumin wurde ein Jugendzentrum mit Kindergarten untergebracht.

## Filme und TV-Serie
- Villa Air Bel – Varian Fry in Marseille 1940/41. Dokumentarfilm (1987), Regie und Buch Jörg Bundschuh[23]
- Transatlantic. TV-Serie mit 7 Folgen (2023), Regie Stéphanie Chuat, Véronique Reymond, Mia Meyer, Drehbuch Anna Winger und Daniel Hendler[24]
- Air-Bel. Dokumentarfilm (2014) über das heutige Wohngebiet auf dem Gelände der ehemaligen Villa Air Bel. Kinder beschäftigen sich darin mit der Geschichte der Surrealisten. Regie Ella Privet, Projekt der Universität Aix-Marseille, frei abrufbar hier